# Viện nghiên cứu khu vực của thư viện Silesian
Viện nghiên cứu khu vực của thư viện Silesian (tiếng Ba Lan: Instytut Badań Regionalnych Biblioteki Śląskiej), là một bộ phận của Thư viện Silesian và nó nằm ở Katowice, Silesian Voivodeship.

## Lịch sử
Viện Silesian là trung tâm đầu tiên thỏa thuận với nghiên cứu khu vực ở Katowice. Tổ chức này được thành lập vào năm 1934 bởi Roman Lutman. Viện Silesian hoạt động cho đến năm 1949, tuy nhiên, khi Đại chiến bắt đầu, các hoạt động của viện được theo đuổi một cách bí mật. Năm 1957, nỗ lực tiếp tục nghiên cứu khu vực của Viện nghiên cứu Silesian Jacek Koraszewski đã được bắt đầu. Viện đã ngừng hoạt động vào năm 1992. Viện nghiên cứu khu vực của Thư viện Silesian được thành lập năm 2011 bởi Quốc hội Silesian của Voivodeship.
Vào tháng 3 năm 2012, Giáo sư Ryszard Kaczmarek được bổ nhiệm làm giám đốc của Viện nghiên cứu khu vực mới thành lập của Thư viện Silesian. Giáo sư Kaczmarek trước đây là giám đốc của Viện Lịch sử và đứng đầu Khoa Lưu trữ và Lịch sử của Silesia tại Khoa Khoa học Xã hội tại Đại học Silesia. Ông cũng là một nhà nghiên cứu nổi tiếng tại Lưu trữ Quốc gia ở Katowice.
Thư viện Silesian đã mua và lưu giữ các cuốn sách của các viện nghiên cứu trước đây, hiện sẽ là cơ sở khoa học của Viện nghiên cứu khu vực.

## Mục đích cơ bản của các hoạt động của Viện
- nghiên cứu khoa học lịch sử, xã hội học và chính trị về biên giới dân tộc và văn hóa (quốc gia và khu vực ở châu Âu);
- lịch sử khu vực: nghiên cứu so sánh với các khu vực châu Âu khác tương tự về cấu trúc kinh tế, cũng như trong lịch sử văn hóa xã hội; quá trình xây dựng quốc gia.
- số hóa di sản văn hóa ở các vùng biên giới - phương pháp duy trì và chia sẻ di sản đa ngôn ngữ và đa văn hóa của các vùng biên giới;
- giáo dục khu vực là một phần của giáo dục công dân: sách giáo khoa khu vực, phương pháp giảng dạy song ngữ, dân tộc thiểu số và tôn giáo và ảnh hưởng của chúng đối với chính sách giáo dục khu vực, phương thức thực hiện giáo dục khu vực vào chương trình giảng dạy.[3]

## Dự án giáo dục
1. Bách khoa toàn thư của Silesian Voivodeship 
Bách khoa toàn thư sẽ chứa các tài liệu, có thể được sử dụng bởi các sinh viên và giáo viên, cũng như bởi những người quan tâm đến khu vực. Truy cập Internet không hạn chế sẽ được Thư viện kỹ thuật số Silesian cung cấp. Ưu điểm là cập nhật dữ liệu liên tục và xuất bản các tài liệu nguồn được số hóa hoàn toàn từ các thư viện kỹ thuật số. Tất cả các mục sẽ được xem xét ngang hàng.
2. Giáo dục khu vực: Sách của khóa học 
Viện nghiên cứu khu vực sẽ tạo ra các tài liệu miễn phí, liên ngành cho giáo viên. Thứ nhất, các tài liệu sẽ được tạo ra bởi một nhóm học thuật; thứ hai, đội ngũ giáo viên sẽ làm việc trên các tài liệu để làm cho nó hoàn toàn dễ hiểu và thú vị cho các sinh viên. Sách khóa học sẽ được dành riêng cho cả học sinh trung học cơ sở và trung học phổ thông.[4]